# Попович Наталія Костянтинівна
Ната́лія Костянти́нівна Попо́вич (нар. 16 березня 1968, смт Гурзуф, Ялта, Кримська область, Українська РСР) — український громадський і політичний діяч, Представник Президента України в Автономній Республіці Крим (2014 — 2017).

## Життєпис
Народилася 16 березня 1968 року смт Гурзуф, Ялта, Кримська область, Українська РСР. До Анексії Криму Росією — керівник Державного підприємства України «Міжнародний дитячий центр Артек». З 2010 по 2014 року очолювала Центр зайнятості міста Ялта.
22 травня 2014 виконувач обов'язків Президента України Олександр Турчинов призначив Наталію Попович представником Президента України в Автономній Республіці Крим замість Сергія Куніцина, який був відсторонений від посаді 26 березня 2014 року, за «неналежне виконання службових обов'язків». Незадовго до цього, в.о. президента Турчинов розпорядився розмістити представництво в Херсоні, «з метою забезпечення відновлення діяльності Представництва Президента України в Автономній Республіці Крим в умовах тимчасової окупації території Автономної Республіки Крим».
26 червня 2014, в ході інтерв'ю, п. Наталя повідомила, що в представництві президента працюють лише дві людини, проте проводиться конкурсний відбір претендентів і на даний момент в представництві стажуються 8 осіб. Також Наталія Попович повідомила, що в представництві не залишилося колишніх співробітників, які працювали до окупації Криму Росією.
Протягом ста днів вжила заходів по відновленню роботи Представництва і створення нового штату співробітників. Так, одним з основних напрямків діяльності Представництва стала інформаційно-аналітична робота. За словами Наталії Попович, «були здійснені зусилля структурних підрозділів Представництва в цій площині щодо здійснення постійного моніторингу суспільно-політичної та соціально-економічної ситуації на тимчасово окупованій території з метою подальшого інформування зацікавлених вищих державних інстанцій».
2 липня 2015 року зустрілася з радником Міністра з питань інформаційної політики Криму Сергієм Костинським. Під час зустрічі сторони обговорили в контексті кримської проблематики ключові напрямки інформаційної політики України на тимчасово окупованій території Автономної Республіки Крим та материкової частини України. За результатами зустрічі сторони домовилися посилити взаємодію між Представництвом Президента України в Автономній Республіці Крим і Міністерством інформаційної політики України, громадськістю, об'єднати зусилля і досвід для комплексної реалізації інформаційної політики України з кримської проблематики.
14 липня 2015 в Херсоні зустрілася з робочою групою ОБСЄ на чолі з заступником голови відділу Бюро демократичних інститутів і прав людини Омером Фішером.
У червні 2018 підтримала відкритий лист діячів культури, політиків і правозахисників із закликом до світових лідерів виступити на захист ув'язненого у Росії українського режисера Олега Сенцова й інших політв'язнів.